# Горбань Микола Васильович
Микола Васильович Горбань (22 грудня 1899, Миколаївка — 19 квітня 1973) — український  історик доби Розстріляного відродження. Також архівіст, письменник.  
Жертва сталінського терору.

## Біографія
Народився на колишній Гетьманщині, у родині земських працівників. Закінчив Кобиляцьке училище та Харківський університет, де став учнем академіка Дмитра Багалія. Двоюрідний брат —  Іваненко Дмитро Дмитрович — фізик-теоретик.
З 1928 — завідувач сектору в Інституті історії української культури. З середини 1920-х — активний діяч історичних комісій ВУАН. З 1929 — дійсний член та вчений секретар Археографічної комісії ВУАН. Підтримував ділові та дружні взаємини з видатним істориком Гетьманщини Левом Окіншевичем.
Досліджував історію українсько-турецьких взаємин. Вільно володів сімома мовами. 
Паралельно з науковою діяльністю - белетрист, творець нового козакофільського історичного роману.
Заарештований сталінськими спецслужбами  1931 (справа «Український національний центр»), незаконно засуджений, поміщений у табори ГУЛАГу, де отримав можливість частково займатися архівною роботою. 
Після виходу з таборів працював на Сірому Клину (Омськ), а з 1960 - в Узбекистані, де став викладачем Ташкентського університету (вивчив узбецьку мову).
Син — відомий російський математик, проживає в Лестері (Велика Британія). Онучка — художниця. 
В Російській Федерації встановлено премію імені Горбаня, досліджується друкована спадщина вченого.

## Вибрані твори
- Гайдамаччина. Бібліотека селянина. Харків, 1923;
- Новій список літопису «Краткое описание Малороссии». Нариси з української історіографії. Харків, Рух. 1923;
- Невідома записка початку XIX століття «Об ищущих козачества». Науковий збірник харківської науково-дослідної кафедри історії України. Харків, 1924;
- Козак і воєвода. Історична повість. Рух, 1929;
- Марко Вовчок. «Маруся». Історична повість. Передмова М. Горбаня. Рух, 1929;
- М. Ординцев. «Запорожці в Сарагоссі». Історична повість. Післямова і примітки Миколи Горбаня. Рух, 1929;
- Слово і діло государеве. Бібліотека історичних повістей і романів. Рух, 1930.